# Tindowie
Tindowie, Tyndyjczycy, Tindałowie – niewielki rdzenny naród zamieszkujący kilka wsi w zachodnim Dagestanie, położone nieopodal rzeki Tindijskaja (dopływ rzeki Andijskoje Kojsu), m.in. w Tindi, Aknada, Angida, Eczera, Tissa  w rejonie cumadyńskim  (ze stolicą w mieście Agwali). Liczebność tej grupy trudno jest oszacować ze względu na fakt, że oficjalne statystyki utożsamiają ich z Awarami, więc według spisu ludności z 2010 roku miałoby ich być tylko 635 osób (w tym 617 zamieszkujących rejon cumadyński). Według różnych szacunków liczba ta jest jednak kilkanaście razy większa i sięgać może nawet 8,5-10 tysięcy (wg statystyk historycznych w 1866 r. było ich 2515, w 1886 r. – 3262, w 1916 r. – 3864, w 1926 r. – 3812, w 1939 r. – 5800 osób) . Znaczący negatywny wpływ na liczebność i dobrobyt tej grupy etnicznej miało przymusowe przesiedlanie ich w 1944 do Czeczenii i ich powrotna migracja w rodzinne góry i regiony Dagestanu w 1957 r.  Niewielka liczba Tindów rozproszona jest po terytorium całej Rosji i krajów byłego ZSRR.
Tindowie tradycyjnie są wyznawcami islamu, sunnitami, używają języka tindyjskiego. W swoim języku nazywają siebie „idery” (идери), „idy” (иди) bądź „idary” (идари)  .
Kultywują tradycje typowe dla górskich ludów Dagestanu. Zajmują się uprawą ziemi w systemie pól tarasowych  . Strój kobiet składa się z czarnej koszuli z tuniką, związaną długim (do 3 metrów) czerwonym paskiem, spodni i nakrycia głowy z czepcem i długim welonem,; zdobiony jest haftami, pierścieniami, monetami, łańcuchami na czole itp. 
Badania antropologiczne narodów Dagestanu, w tym Tindów (Tyndyjczyków), prowadzono w Rosji m.in. po II wojnie światowej .